# Ugo Bonafini
Ugo Bonafini (Lovere, 5 febbraio 1912 – Roma, 6 agosto 1985) è stato un politico italiano.